# Chufuchaf II.
Chufuchaf II. byl egyptský vysoký úředník během období Staré říše. Pravděpodobně narozený během 4. dynastie, Chufuchaf zemřel za vlády faraona Niuserre z poloviny 5. dynastie.

## Rodina
Chufuchaf nesl titul „královský syn“. Spíše je možné, že byl synem prince Chufuchafa I. Nicméně jediní známí synové Chufuchafa I. byli Wetka a Iuenka. Americký egyptolog George Andrew Reisner (1867–1942) prohlašoval, že by Chufuchaf II. mohl být vnukem Chufuchafa I., a tedy synem buďto Wetky, Iuenky nebo oné dcery Chufuchafa I., jejíž jméno nám není známo. Nejpravděpodobnější je, že Chufuchaf II. byl vnukem, nikoli synem, Chufuchafa I. Toto nicméně stále zůstává sporné.
Ženou Chufuchafa II. byla princezna Chentkaus. Nesla titul Dcery krále jeho těla, což s největší pravděpodobností naznačuje, že byla dcerou faraona. Chentkaus a Chufuchaf II. měli dva syny – Chaf-Chufu a Sety-Ptah.

## Kariéra
Jako syn nebo vnuk vezíra měl Chufuchaf II. vysoké postavení ve správě státu. Nesl množství titulů.
Chufuchaf zemřel za vlády faraona Niuserrea.

## Hrobka
Chufuchaf II. byl pohřben v mastabě G 7150 v Gíze. V hrobce je uvedena jeho rodina - manželka a synové.